# Liu Chengming
Liu Chengming (en chino: 刘成铭; 4 de febrero de 1998) es un deportista chino que compite en saltos de trampolín. En los Juegos Asiáticos de 2018 consiguió una medalla de plata en la prueba de trampolín 1 m.

## Palmarés internacional
| Juegos Asiáticos | Juegos Asiáticos    | Juegos Asiáticos | Juegos Asiáticos |
| Año              | Lugar               | Medalla          | Prueba           |
| ---------------- | ------------------- | ---------------- | ---------------- |
| 2018             | Yakarta (Indonesia) | Medalla de plata | Trampolín 1 m    |